# 치프 (의학)
치프(Chief)는 레지던트 중의 대표로서 레지던트 3년차 혹은 4년차 중에서 뽑는다. 치프는 보통 1명이지만 상황에 따라 여러 명일 수도 있다. 보통 4년차가 많을 시 치프를 1명이 넘게 뽑거나 돌아가며 치프를 하는 방식이 있다.

## 같이 보기
- 레지던트